# Llista de topònims de Sant Ferriol
Llista de topònims (noms propis de lloc) del municipi de Sant Ferriol, a la Garrotxa
Informació actualitzada per un bot. Els canvis manuals es perdran quan s'actualitzi!

## annex parroquial
| imatge | Nom                                                  | Ubicat a            | instància de     | Detalls | coordenades            | Protecció | Commons (més fotos) | Dades a WD                    |
| ------ | ---------------------------------------------------- | ------------------- | ---------------- | ------- | ---------------------- | --------- | ------------------- | ----------------------------- |
|        | annex parroquial de Sant Silvestre del Mor i Ossinyà | Sant Ferriol        | annex parroquial |         | Sant Silvestre del Mor |           |                     | Modifica les dades a Wikidata |
|        | annex parroquial de Santa Maria de Fares             | Besalú Sant Ferriol | annex parroquial |         | Santa Maria de Fares   |           |                     | Modifica les dades a Wikidata |

## casa
| imatge | Nom       | Ubicat a     | instància de | Detalls                     | coordenades                                                | Protecció                                  | Commons (més fotos) | Dades a WD                    |
| ------ | --------- | ------------ | ------------ | --------------------------- | ---------------------------------------------------------- | ------------------------------------------ | ------------------- | ----------------------------- |
|        | Can Bep   | Sant Ferriol | casa         | Estil: arquitectura popular | 42° 11′ 52″ N, 2° 40′ 07″ E / 42.197725°N,2.668476°E       | bé integrant del patrimoni cultural català |                     | Modifica les dades a Wikidata |
|        | Can Jordà | Sant Ferriol | casa         | Estil: arquitectura popular | 42° 11′ 07″ N, 2° 44′ 16″ E / 42.185331°N,2.737682°E Fares | bé integrant del patrimoni cultural català |                     | Modifica les dades a Wikidata |

## curs d'aigua
| imatge | Nom                 | Ubicat a                                                | instància de | Detalls                                                 | coordenades                                                                                              | Protecció | Commons (més fotos) | Dades a WD                    |
| ------ | ------------------- | ------------------------------------------------------- | ------------ | ------------------------------------------------------- | --- | --------- | ------------------- | ----------------------------- |
|        | Borró               | Albanyà Sales de Llierca Sant Ferriol                   | curs d'aigua | Llarg: 14km                                             | 42° 18′ 09″ N, 2° 39′ 24″ E / 42.30246667°N,2.65666944°E                                                 |           | Riu Borró           | Modifica les dades a Wikidata |
|        | Fluvià              | Comarques gironines província de Girona                 | curs d'aigua | Desemboca: mar Mediterrània Llarg: 70km Conca: 973.8km² | 42° 05′ 36″ N, 2° 27′ 33″ E / 42.0934°N,2.4591°E 42° 12′ 07″ N, 3° 06′ 38″ E / 42.2019°N,3.1106°E 2 msnm |           | Fluvià              | Modifica les dades a Wikidata |
|        | Ser                 | Santa Pau Sant Ferriol Sant Miquel de Campmajor Serinyà | curs d'aigua | Desemboca: Fluvià                                       | 42° 07′ 57″ N, 2° 34′ 14″ E / 42.1326°N,2.57059°E 42° 11′ 13″ N, 2° 45′ 19″ E / 42.187°N,2.75534°E       |           | Ser River           | Modifica les dades a Wikidata |
|        | torrent de la Miana | Garrotxa Sant Ferriol                                   | curs d'aigua | Desemboca: Junyell                                      | |           |                     | Modifica les dades a Wikidata |

## entitat singular de població
| imatge | Nom          | Ubicat a     | instància de                                                                   | Detalls | coordenades                                                               | Protecció | Commons (més fotos)    | Dades a WD                    |
| ------ | ------------ | ------------ | ------------------------------------------------------------------------------ | ------- | ------------------------------------------------------------------------- | --------- | ---------------------- | ----------------------------- |
|        | Fares        | Sant Ferriol | entitat singular de població ens local històric de Catalunya                   | 29 hab  | 42° 11′ 08″ N, 2° 44′ 13″ E / 42.18563111°N,2.73700556°E 127 msnm         |           | Fares (Sant Ferriol)   | Modifica les dades a Wikidata |
|        | Juïnyà       | Sant Ferriol | entitat singular de població ens local històric de Catalunya capital municipal | 33 hab  | 42° 11′ 40″ N, 2° 42′ 52″ E / 42.194492°N,2.714343°E 1480 msnm            |           |                        | Modifica les dades a Wikidata |
|        | Ossinyà      | Sant Ferriol | entitat singular de població ens local històric de Catalunya                   | 17 hab  | 42° 10′ 56″ N, 2° 41′ 37″ E / 42.18233333°N,2.69362778°E 231.1 msnm       |           | Ossinyà                | Modifica les dades a Wikidata |
|        | Sant Ferriol | Sant Ferriol | entitat singular de població ens local històric de Catalunya                   | 67 hab  | 42° 11′ 52″ N, 2° 40′ 08″ E / 42.19781187°N,2.66894817°E 361 msnm         |           |                        | Modifica les dades a Wikidata |
|        | el Mor       | Sant Ferriol | entitat singular de població ens local històric de Catalunya                   | 0 hab   | 42° 10′ 51″ N, 2° 39′ 14″ E / 42.18070738563°N,2.6537662195039°E 472 msnm |           | El Mor                 | Modifica les dades a Wikidata |
|        | el Torn      | Sant Ferriol | entitat singular de població ens local històric de Catalunya                   | 79 hab  | 42° 09′ 39″ N, 2° 38′ 43″ E / 42.16075°N,2.6451666666667°E 247 msnm       |           | El Torn (Sant Ferriol) | Modifica les dades a Wikidata |
|        | la Miana     | Sant Ferriol | entitat singular de població ens local històric de Catalunya                   | 11 hab  | 42° 10′ 49″ N, 2° 37′ 51″ E / 42.180205°N,2.630792°E 394 msnm             |           | La Miana               | Modifica les dades a Wikidata |

## església
| imatge | Nom                                      | Ubicat a     | instància de                      | Detalls                                              | coordenades                                                                                   | Protecció                                  | Commons (més fotos)                       | Dades a WD                    |
| ------ | ---------------------------------------- | ------------ | --------------------------------- | ---------------------------------------------------- | --------------------------------------------------------------------------------------------- | ------------------------------------------ | ----------------------------------------- | ----------------------------- |
|        | Església Nova de Santa Maria del Collell | Sant Ferriol | església                          | Estil: historicisme arquitectònic                    | 42° 09′ 05″ N, 2° 39′ 27″ E / 42.151269°N,2.657517°E                                          | bé integrant del patrimoni cultural català | Església Nova de Santa Maria del Collell  | Modifica les dades a Wikidata |
|        | Sant Andreu del Torn                     | el Torn      | església                          | Estil: arquitectura popular                          | 42° 09′ 38″ N, 2° 38′ 44″ E / 42.16046461768547°N,2.6455558895288664°E                        | bé integrant del patrimoni cultural català | Sant Andreu del Torn                      | Modifica les dades a Wikidata |
|        | Sant Fruitós d'Ossinyà                   | Ossinyà      | església                          | Estil: arquitectura romànica                         | 42° 10′ 54″ N, 2° 41′ 19″ E / 42.1817°N,2.6887°E                                              | bé integrant del patrimoni cultural català | Sant Fruitós d'Ossinyà                    | Modifica les dades a Wikidata |
|        | Sant Silvestre del Mor                   | el Mor       | església                          | Estil: arquitectura romànica arquitectura barroca    | 42° 10′ 54″ N, 2° 39′ 17″ E / 42.1817°N,2.65469°E 475 msnm                                    | bé integrant del patrimoni cultural català | Sant Silvestre del Mor                    | Modifica les dades a Wikidata |
|        | Santa Maria de Fares                     | Sant Ferriol | església                          | Estil: arquitectura romànica                         | 42° 11′ 11″ N, 2° 44′ 08″ E / 42.1865°N,2.73561°E 136 msnm                                    | bé integrant del patrimoni cultural català | Santa Maria de Fares                      | Modifica les dades a Wikidata |
|        | Santa Maria del Collell                  | Sant Ferriol | església santuari marià Ús: presó | Estil: arquitectura romànica gòtic tardà 6th century | 42° 09′ 04″ N, 2° 39′ 27″ E / 42.1511°N,2.65742°E ca:el Torn                                  | bé integrant del patrimoni cultural català | Església Vella de Santa Maria del Collell | Modifica les dades a Wikidata |
|        | Santuari de Sant Ferriol                 | Sant Ferriol | església santuari                 | Estil: gòtic tardà                                   | 42° 11′ 53″ N, 2° 40′ 07″ E / 42.197996°N,2.668675°E                                          | bé cultural d'interès local                | Santuari de Sant Ferriol                  | Modifica les dades a Wikidata |
|        | el Sagrat Cor de Puig Cornador           | Sant Ferriol | església                          | Estil: arquitectura eclèctica                        | 42° 11′ 25″ N, 2° 41′ 05″ E / 42.190269°N,2.684789°E                                          | bé integrant del patrimoni cultural català | El Sagrat Cor de Puig Cornador            | Modifica les dades a Wikidata |
|        | sant Miquel de la Miana                  | la Miana     | església                          | Estil: arquitectura romànica 12nd century            | 42° 10′ 48″ N, 2° 37′ 53″ E / 42.1799°N,2.6315°E ca:Veïnat de la Miana, Sant Ferriol 420 msnm | bé integrant del patrimoni cultural català | Sant Miquel de la Miana                   | Modifica les dades a Wikidata |

## font
| imatge | Nom                               | Ubicat a     | instància de | Detalls                     | coordenades                                                         | Protecció                                  | Commons (més fotos)               | Dades a WD                    |
| ------ | --------------------------------- | ------------ | ------------ | --------------------------- | ------------------------------------------------------------------- | ------------------------------------------ | --------------------------------- | ----------------------------- |
|        | font de Can Lluent                | Sant Ferriol | font         |                             | 42° 11′ 09″ N, 2° 36′ 53″ E / 42.1858224683091°N,2.61485316578473°E |                                            |                                   | Modifica les dades a Wikidata |
|        | font de Coloma                    | Sant Ferriol | font         |                             | 42° 11′ 21″ N, 2° 38′ 41″ E / 42.1892425758134°N,2.64484259283339°E |                                            |                                   | Modifica les dades a Wikidata |
|        | font de Planells                  | Sant Ferriol | font         |                             | 42° 10′ 39″ N, 2° 39′ 48″ E / 42.1774009023488°N,2.6633257256864°E  |                                            |                                   | Modifica les dades a Wikidata |
|        | font de l'Ametller                | Sant Ferriol | font         |                             | 42° 11′ 32″ N, 2° 41′ 32″ E / 42.1921355350682°N,2.69226599228374°E |                                            |                                   | Modifica les dades a Wikidata |
|        | font del Ginebre                  | Sant Ferriol | font         |                             | 42° 11′ 41″ N, 2° 40′ 47″ E / 42.1948481228706°N,2.67971719628202°E |                                            |                                   | Modifica les dades a Wikidata |
|        | font del Santuari de Sant Ferriol | Sant Ferriol | font         | Estil: arquitectura popular | 42° 11′ 51″ N, 2° 40′ 07″ E / 42.197491°N,2.668589°E                | bé integrant del patrimoni cultural català | Font del Santuari de Sant Ferriol | Modifica les dades a Wikidata |

## masia
| imatge | Nom                  | Ubicat a                  | instància de | Detalls                                   | coordenades                                                            | Protecció                                  | Commons (més fotos) | Dades a WD                    |
| ------ | -------------------- | ------------------------- | ------------ | ----------------------------------------- | ---------------------------------------------------------------------- | ------------------------------------------ | ------------------- | ----------------------------- |
|        | Borró                | Sant Ferriol              | masia        |                                           | 42° 12′ 40″ N, 2° 39′ 33″ E / 42.2112254439907°N,2.65916036902494°E    |                                            |                     | Modifica les dades a Wikidata |
|        | Ca n'Eudald          | Sant Ferriol              | masia        |                                           | 42° 11′ 44″ N, 2° 43′ 09″ E / 42.1956362463238°N,2.71928272321751°E    |                                            |                     | Modifica les dades a Wikidata |
|        | Ca n'Oliveres        | Sant Ferriol              | masia        |                                           | 42° 11′ 22″ N, 2° 37′ 35″ E / 42.1895531271048°N,2.62635991232992°E    |                                            |                     | Modifica les dades a Wikidata |
|        | Ca n'Olivet          | Sant Ferriol              | masia        |                                           | 42° 11′ 23″ N, 2° 42′ 27″ E / 42.1895905996969°N,2.70751362754885°E    |                                            |                     | Modifica les dades a Wikidata |
|        | Ca n'Oms de Guixars  | Sant Ferriol Beuda Palera | masia        |                                           | 42° 13′ 19″ N, 2° 41′ 07″ E / 42.22191944°N,2.68525194°E 270 msnm      |                                            |                     | Modifica les dades a Wikidata |
|        | Cabratosa            | Sant Ferriol              | masia        |                                           | 42° 12′ 16″ N, 2° 40′ 01″ E / 42.2044576241665°N,2.66697365356873°E    |                                            |                     | Modifica les dades a Wikidata |
|        | Cal Cavaller         | Sant Ferriol              | masia        |                                           | 42° 11′ 09″ N, 2° 39′ 27″ E / 42.18575639°N,2.65754722°E 518 msnm      |                                            |                     | Modifica les dades a Wikidata |
|        | Cal Lluent           | Sant Ferriol              | masia        |                                           | 42° 11′ 08″ N, 2° 36′ 47″ E / 42.1854920517877°N,2.61301446183055°E    |                                            |                     | Modifica les dades a Wikidata |
|        | Cal Tit              | Sant Ferriol              | masia        |                                           | 42° 11′ 40″ N, 2° 42′ 38″ E / 42.1943742881°N,2.7106157791045°E        |                                            |                     | Modifica les dades a Wikidata |
|        | Campolier            | Sant Ferriol              | masia        |                                           | 42° 10′ 36″ N, 2° 38′ 07″ E / 42.1768°N,2.63528°E 349 msnm             |                                            |                     | Modifica les dades a Wikidata |
|        | Can Badia            | Sant Ferriol              | masia        | Estil: arquitectura popular               | 42° 11′ 42″ N, 2° 39′ 46″ E / 42.195°N,2.662778°E                      | bé integrant del patrimoni cultural català |                     | Modifica les dades a Wikidata |
|        | Can Batlle           | Sant Ferriol              | masia        |                                           | 42° 12′ 16″ N, 2° 40′ 21″ E / 42.2044823949212°N,2.67244885458937°E    |                                            |                     | Modifica les dades a Wikidata |
|        | Can Batlle           | Sant Ferriol              | masia        |                                           | 42° 09′ 44″ N, 2° 38′ 51″ E / 42.1622317979156°N,2.6475479513017°E     |                                            |                     | Modifica les dades a Wikidata |
|        | Can Bet              | Sant Ferriol              | masia        |                                           | 42° 11′ 18″ N, 2° 40′ 01″ E / 42.1882547914656°N,2.66682861413681°E    |                                            |                     | Modifica les dades a Wikidata |
|        | Can Cassa            | Sant Ferriol              | masia        |                                           | 42° 11′ 10″ N, 2° 42′ 45″ E / 42.1861000510463°N,2.71262805269268°E    |                                            |                     | Modifica les dades a Wikidata |
|        | Can Cauliques        | Sant Ferriol              | masia        |                                           | 42° 12′ 21″ N, 2° 40′ 25″ E / 42.20572842698°N,2.67355688788235°E      |                                            |                     | Modifica les dades a Wikidata |
|        | Can Coscoll          | Sant Ferriol              | masia        |                                           | 42° 11′ 13″ N, 2° 42′ 52″ E / 42.1869780134093°N,2.71436794905815°E    |                                            |                     | Modifica les dades a Wikidata |
|        | Can Costa            | Sant Ferriol              | masia        |                                           | 42° 09′ 14″ N, 2° 38′ 40″ E / 42.153873334317°N,2.64445941872689°E     |                                            |                     | Modifica les dades a Wikidata |
|        | Can Costa            | Sant Ferriol              | masia        |                                           | 42° 11′ 09″ N, 2° 42′ 49″ E / 42.185724180503°N,2.71358644398197°E     |                                            |                     | Modifica les dades a Wikidata |
|        | Can Costa            | Sant Ferriol              | masia        |                                           | 42° 11′ 48″ N, 2° 40′ 48″ E / 42.196623°N,2.679864°E 175 msnm          |                                            |                     | Modifica les dades a Wikidata |
|        | Can Feu              | Sant Ferriol              | masia        |                                           | 42° 10′ 41″ N, 2° 40′ 46″ E / 42.1780952442419°N,2.6793416239607°E     |                                            |                     | Modifica les dades a Wikidata |
|        | Can Fligas           | Sant Ferriol              | masia        | Estil: arquitectura popular               | 42° 11′ 07″ N, 2° 44′ 13″ E / 42.18541°N,2.736847°E                    | bé integrant del patrimoni cultural català |                     | Modifica les dades a Wikidata |
|        | Can Gaiolà           | Sant Ferriol              | masia        |                                           | 42° 10′ 52″ N, 2° 38′ 47″ E / 42.1810159548451°N,2.64652336050823°E    |                                            |                     | Modifica les dades a Wikidata |
|        | Can Ganxola          | Sant Ferriol              | masia        |                                           | 42° 09′ 29″ N, 2° 37′ 52″ E / 42.15805556°N,2.63098333°E 328 msnm      |                                            |                     | Modifica les dades a Wikidata |
|        | Can Gassies de Baix  | Sant Ferriol              | masia        |                                           | 42° 11′ 20″ N, 2° 42′ 58″ E / 42.1888374219491°N,2.71601872801167°E    |                                            |                     | Modifica les dades a Wikidata |
|        | Can Gassies de Dalt  | Sant Ferriol              | masia        |                                           | 42° 11′ 21″ N, 2° 42′ 53″ E / 42.1891315339007°N,2.71477001585084°E    |                                            |                     | Modifica les dades a Wikidata |
|        | Can Girald           | Sant Ferriol              | masia        |                                           | 42° 09′ 13″ N, 2° 38′ 54″ E / 42.153687245036°N,2.64837001034676°E     |                                            |                     | Modifica les dades a Wikidata |
|        | Can Güell            | Sant Ferriol              | masia        |                                           | 42° 09′ 41″ N, 2° 39′ 04″ E / 42.1613°N,2.6511°E 245 msnm              |                                            |                     | Modifica les dades a Wikidata |
|        | Can Jan              | Sant Ferriol              | masia        |                                           | 42° 10′ 57″ N, 2° 41′ 37″ E / 42.1824755308714°N,2.6936933077166°E     |                                            |                     | Modifica les dades a Wikidata |
|        | Can Jaume            | Sant Ferriol              | masia        |                                           | 42° 11′ 05″ N, 2° 39′ 30″ E / 42.1846546081934°N,2.65844333173451°E    |                                            |                     | Modifica les dades a Wikidata |
|        | Can Jou              | Sant Ferriol              | masia        |                                           | 42° 10′ 53″ N, 2° 37′ 43″ E / 42.1814730433056°N,2.62870822958506°E    |                                            |                     | Modifica les dades a Wikidata |
|        | Can Lladrera         | Sant Ferriol              | masia        |                                           | 42° 11′ 57″ N, 2° 40′ 29″ E / 42.1992111361135°N,2.674716902794°E      |                                            |                     | Modifica les dades a Wikidata |
|        | Can Noguer           | Sant Ferriol              | masia        | Estil: arquitectura popular               | 42° 09′ 15″ N, 2° 38′ 49″ E / 42.154272222222225°N,2.646952777777778°E | bé integrant del patrimoni cultural català |                     | Modifica les dades a Wikidata |
|        | Can Palomer de Baix  | Sant Ferriol              | masia        |                                           | 42° 11′ 00″ N, 2° 36′ 27″ E / 42.1832037378034°N,2.60750648767113°E    |                                            |                     | Modifica les dades a Wikidata |
|        | Can Palomer de Dalt  | Sant Ferriol              | masia        |                                           | 42° 11′ 00″ N, 2° 37′ 11″ E / 42.183301879164°N,2.6198457395607°E      |                                            |                     | Modifica les dades a Wikidata |
|        | Can Pastoret         | Sant Ferriol              | masia        |                                           | 42° 12′ 38″ N, 2° 40′ 05″ E / 42.210692926723°N,2.66798277017938°E     |                                            |                     | Modifica les dades a Wikidata |
|        | Can Pau              | Sant Ferriol              | masia        |                                           | 42° 09′ 30″ N, 2° 38′ 28″ E / 42.1584203963343°N,2.64118988741698°E    |                                            |                     | Modifica les dades a Wikidata |
|        | Can Picamill         | Sant Ferriol              | masia        |                                           | 42° 09′ 28″ N, 2° 38′ 43″ E / 42.1577753632715°N,2.64518806547094°E    |                                            |                     | Modifica les dades a Wikidata |
|        | Can Pou              | Sant Ferriol              | masia        |                                           | 42° 11′ 07″ N, 2° 45′ 12″ E / 42.1853119095615°N,2.75321193343983°E    |                                            |                     | Modifica les dades a Wikidata |
|        | Can Rasclaire        | Sant Ferriol              | masia        |                                           | 42° 10′ 55″ N, 2° 44′ 45″ E / 42.182053328841°N,2.74575317335679°E     |                                            |                     | Modifica les dades a Wikidata |
|        | Can Roset            | Sant Ferriol              | masia        |                                           | 42° 11′ 16″ N, 2° 43′ 50″ E / 42.1879000259482°N,2.73065229154717°E    |                                            |                     | Modifica les dades a Wikidata |
|        | Can Roure            | Sant Ferriol              | masia        |                                           | 42° 10′ 55″ N, 2° 36′ 30″ E / 42.1820721880437°N,2.6084580097775°E     |                                            |                     | Modifica les dades a Wikidata |
|        | Can Tatlà            | Sant Ferriol              | masia        |                                           | 42° 11′ 07″ N, 2° 42′ 47″ E / 42.1853807927372°N,2.7131278168987°E     |                                            |                     | Modifica les dades a Wikidata |
|        | Can Travesses        | Sant Ferriol              | masia        |                                           | 42° 10′ 59″ N, 2° 37′ 02″ E / 42.1830296127615°N,2.61727989948977°E    |                                            |                     | Modifica les dades a Wikidata |
|        | Can Vinyes           | Sant Ferriol              | masia        |                                           | 42° 11′ 49″ N, 2° 40′ 27″ E / 42.1968137998279°N,2.67413570451435°E    |                                            |                     | Modifica les dades a Wikidata |
|        | Canyelles            | Sant Ferriol              | masia        |                                           | 42° 10′ 22″ N, 2° 38′ 07″ E / 42.1727125837559°N,2.63517644421273°E    |                                            |                     | Modifica les dades a Wikidata |
|        | Gifreu               | Sant Ferriol              | masia        |                                           | 42° 12′ 24″ N, 2° 39′ 21″ E / 42.2065414004031°N,2.65589055287342°E    |                                            |                     | Modifica les dades a Wikidata |
|        | Gircós               | Sant Ferriol              | masia        |                                           | 42° 13′ 29″ N, 2° 40′ 44″ E / 42.2247014265512°N,2.67876659729697°E    |                                            |                     | Modifica les dades a Wikidata |
|        | Manyaric             | Sant Ferriol              | masia        |                                           | 42° 11′ 39″ N, 2° 37′ 16″ E / 42.194113190572°N,2.6209921004752°E      |                                            |                     | Modifica les dades a Wikidata |
|        | Mas Capell           | Sant Ferriol              | masia        |                                           | 42° 11′ 09″ N, 2° 44′ 12″ E / 42.1859414298998°N,2.73659452087257°E    |                                            |                     | Modifica les dades a Wikidata |
|        | Mas Ferriol          | Sant Ferriol              | masia        |                                           | 42° 09′ 28″ N, 2° 38′ 43″ E / 42.1577038746589°N,2.645370034354°E      |                                            |                     | Modifica les dades a Wikidata |
|        | Mas Joan             | Sant Ferriol              | masia        |                                           | 42° 09′ 35″ N, 2° 38′ 40″ E / 42.1598539698561°N,2.64458330609821°E    |                                            |                     | Modifica les dades a Wikidata |
|        | Mas Martí            | Sant Ferriol              | masia        |                                           | 42° 11′ 36″ N, 2° 42′ 28″ E / 42.1933286250626°N,2.7076659534149°E     |                                            |                     | Modifica les dades a Wikidata |
|        | Mas Pitrer           | Sant Ferriol              | masia        |                                           | 42° 11′ 32″ N, 2° 42′ 02″ E / 42.1920942876273°N,2.70050180952069°E    |                                            |                     | Modifica les dades a Wikidata |
|        | Mas Rampinya         | Sant Ferriol              | masia        |                                           | 42° 10′ 03″ N, 2° 39′ 45″ E / 42.1673925508619°N,2.6625555585545°E     |                                            |                     | Modifica les dades a Wikidata |
|        | Masia de Can Garriga | Sant Ferriol              | masia        | Estil: arquitectura popular               | 42° 09′ 37″ N, 2° 38′ 45″ E / 42.16033°N,2.645792°E                    | bé integrant del patrimoni cultural català |                     | Modifica les dades a Wikidata |
|        | Maüc                 | Sant Ferriol              | masia        |                                           | 42° 09′ 30″ N, 2° 38′ 50″ E / 42.1582590396476°N,2.6472431695691°E     |                                            |                     | Modifica les dades a Wikidata |
|        | Planells             | Sant Ferriol              | masia        | Estil: arquitectura popular Estat: ruïnós | 42° 11′ 28″ N, 2° 39′ 53″ E / 42.191023°N,2.664823°E 445 msnm          | bé integrant del patrimoni cultural català |                     | Modifica les dades a Wikidata |
|        | Riells de Baix       | Sant Ferriol              | masia        |                                           | 42° 13′ 03″ N, 2° 40′ 56″ E / 42.2175597355822°N,2.68211048091541°E    |                                            |                     | Modifica les dades a Wikidata |
|        | Riells de Dalt       | Sant Ferriol              | masia        |                                           | 42° 13′ 09″ N, 2° 40′ 51″ E / 42.2191319479772°N,2.68070921325479°E    |                                            |                     | Modifica les dades a Wikidata |
|        | Rierona              | Sant Ferriol              | masia        |                                           | 42° 10′ 40″ N, 2° 38′ 04″ E / 42.1779158210072°N,2.63440792018386°E    |                                            |                     | Modifica les dades a Wikidata |
|        | Torre de Fares       | Sant Ferriol              | masia        |                                           | 42° 11′ 21″ N, 2° 43′ 36″ E / 42.1891784697049°N,2.72665035021504°E    |                                            |                     | Modifica les dades a Wikidata |
|        | el Bac               | Sant Ferriol              | masia        |                                           | 42° 10′ 39″ N, 2° 41′ 25″ E / 42.177621064228°N,2.69032637301748°E     |                                            |                     | Modifica les dades a Wikidata |
|        | el Casalot           | Sant Ferriol              | masia        |                                           | 42° 10′ 40″ N, 2° 38′ 06″ E / 42.1778816853523°N,2.63500143240661°E    |                                            |                     | Modifica les dades a Wikidata |
|        | el Conc              | Sant Ferriol              | masia        |                                           | 42° 11′ 39″ N, 2° 40′ 08″ E / 42.1942948117003°N,2.66881953265548°E    |                                            |                     | Modifica les dades a Wikidata |
|        | el Corral            | Sant Ferriol              | masia        |                                           | 42° 11′ 39″ N, 2° 41′ 23″ E / 42.1942812718933°N,2.68974847799227°E    |                                            |                     | Modifica les dades a Wikidata |
|        | el Mal Bac           | Sant Ferriol              | masia        |                                           | 42° 10′ 24″ N, 2° 37′ 25″ E / 42.1733325664104°N,2.62357378781023°E    |                                            |                     | Modifica les dades a Wikidata |
|        | el Molinot           | Sant Ferriol              | masia        |                                           | 42° 12′ 44″ N, 2° 39′ 26″ E / 42.21223968131°N,2.657228530608°E        |                                            |                     | Modifica les dades a Wikidata |
|        | el Pujolet           | Sant Ferriol              | masia        |                                           | 42° 10′ 34″ N, 2° 39′ 15″ E / 42.1760320384297°N,2.6542761036135°E     |                                            |                     | Modifica les dades a Wikidata |
|        | l'Ametller           | Sant Ferriol              | masia        |                                           | 42° 11′ 27″ N, 2° 41′ 54″ E / 42.19088161188°N,2.69827911584216°E      |                                            |                     | Modifica les dades a Wikidata |
|        | l'Hospitalet         | Sant Ferriol              | masia        |                                           | 42° 13′ 02″ N, 2° 41′ 07″ E / 42.2173250888602°N,2.68520124293306°E    |                                            |                     | Modifica les dades a Wikidata |
|        | l'Hostal d'en Pujol  | Sant Ferriol              | masia        |                                           | 42° 11′ 45″ N, 2° 43′ 49″ E / 42.1958430402279°N,2.73040055104414°E    |                                            |                     | Modifica les dades a Wikidata |
|        | l'Hostal del Clot    | Sant Ferriol              | masia        |                                           | 42° 12′ 22″ N, 2° 40′ 48″ E / 42.2061695386522°N,2.6798780662177°E     |                                            |                     | Modifica les dades a Wikidata |
|        | l'Om                 | Sant Ferriol              | masia        |                                           | 42° 11′ 46″ N, 2° 40′ 02″ E / 42.1961725880931°N,2.66724728355096°E    |                                            |                     | Modifica les dades a Wikidata |
|        | la Campassa          | Sant Ferriol              | masia        |                                           | 42° 13′ 42″ N, 2° 39′ 48″ E / 42.228468564775°N,2.6631997599017°E      |                                            |                     | Modifica les dades a Wikidata |
|        | la Casa Grossa       | Sant Ferriol              | masia        |                                           | 42° 09′ 44″ N, 2° 38′ 42″ E / 42.1623227667425°N,2.64492054944641°E    |                                            |                     | Modifica les dades a Wikidata |
|        | la Guàrdia           | Sant Ferriol              | masia        |                                           | 42° 10′ 34″ N, 2° 36′ 56″ E / 42.1761341344073°N,2.61560212194122°E    |                                            |                     | Modifica les dades a Wikidata |
|        | la Patunya           | Sant Ferriol              | masia        |                                           | 42° 09′ 40″ N, 2° 37′ 49″ E / 42.1609889989543°N,2.63040169391749°E    |                                            |                     | Modifica les dades a Wikidata |
|        | la Rajoleria         | Sant Ferriol              | masia        |                                           | 42° 10′ 33″ N, 2° 41′ 05″ E / 42.1757865981654°N,2.68475349400301°E    |                                            |                     | Modifica les dades a Wikidata |
|        | les Carreteries      | Sant Ferriol              | masia        |                                           | 42° 11′ 42″ N, 2° 43′ 09″ E / 42.1948974372369°N,2.71916487538202°E    |                                            |                     | Modifica les dades a Wikidata |
|        | les Planeses         | Sant Ferriol              | masia        |                                           | 42° 12′ 28″ N, 2° 39′ 43″ E / 42.2078025485908°N,2.66203772066917°E    |                                            |                     | Modifica les dades a Wikidata |

## molí d'aigua
| imatge | Nom                   | Ubicat a     | instància de | Detalls                     | coordenades                                                             | Protecció                                  | Commons (més fotos) | Dades a WD                    |
| ------ | --------------------- | ------------ | ------------ | --------------------------- | ----------------------------------------------------------------------- | ------------------------------------------ | ------------------- | ----------------------------- |
|        | Molí d'en Camps       | Sant Ferriol | molí d'aigua |                             | 42° 09′ 51″ N, 2° 39′ 06″ E / 42.164136120111°N,2.6517986454301°E       |                                            |                     | Modifica les dades a Wikidata |
|        | Molí d'en Fàbrega     | Sant Ferriol | molí d'aigua | Estil: arquitectura popular | 42° 09′ 41″ N, 2° 38′ 42″ E / 42.16135°N,2.644885°E ca:El Torn 240 msnm | bé integrant del patrimoni cultural català | Molí d'en Fàbrega   | Modifica les dades a Wikidata |
|        | Molí de Ca n'Oliveres | Sant Ferriol | molí d'aigua | Estil: arquitectura popular |                                                                         | bé integrant del patrimoni cultural català |                     | Modifica les dades a Wikidata |
|        | Molí de Gibert        | Sant Ferriol | molí d'aigua |                             | 42° 09′ 46″ N, 2° 38′ 09″ E / 42.1629153927575°N,2.63572906400036°E     |                                            |                     | Modifica les dades a Wikidata |
|        | Molí de Planesses     | Sant Ferriol | molí d'aigua | Estil: arquitectura popular |                                                                         | bé integrant del patrimoni cultural català |                     | Modifica les dades a Wikidata |
|        | el Molí Nou           | Sant Ferriol | molí d'aigua |                             | 42° 12′ 36″ N, 2° 39′ 30″ E / 42.2099348214947°N,2.65824659764248°E     |                                            |                     | Modifica les dades a Wikidata |

## muntanya
| imatge | Nom                 | Ubicat a                                     | instància de | Detalls | coordenades                                                           | Protecció | Commons (més fotos) | Dades a WD                    |
| ------ | ------------------- | -------------------------------------------- | ------------ | ------- | --------------------------------------------------------------------- | --------- | ------------------- | ----------------------------- |
|        | Puig Castellar      | Sant Miquel de Campmajor Sant Ferriol Mieres | muntanya     |         | 42° 08′ 33″ N, 2° 39′ 44″ E / 42.1426°N,2.66236°E 473 msnm            |           |                     | Modifica les dades a Wikidata |
|        | Puig Cornador       | Sant Ferriol                                 | muntanya     |         | 42° 11′ 25″ N, 2° 41′ 05″ E / 42.19018611°N,2.68466778°E 450.7 msnm   |           |                     | Modifica les dades a Wikidata |
|        | Puig de Pallenc     | Argelaguer Sant Ferriol                      | muntanya     |         | 42° 11′ 52″ N, 2° 37′ 46″ E / 42.1978°N,2.62953°E 516.1 msnm          |           |                     | Modifica les dades a Wikidata |
|        | Puig del Sucre      | Argelaguer Sant Ferriol                      | muntanya     |         | 42° 11′ 35″ N, 2° 38′ 06″ E / 42.19295556°N,2.63506194°E 570.8 msnm   |           |                     | Modifica les dades a Wikidata |
|        | Turó de les Ofrenes | Sant Ferriol                                 | muntanya     |         | 42° 11′ 20″ N, 2° 39′ 43″ E / 42.1889°N,2.66194°E 555.1 msnm          |           |                     | Modifica les dades a Wikidata |
|        | el Gurugú           | Mieres Sant Ferriol                          | muntanya     |         | 42° 08′ 39″ N, 2° 39′ 15″ E / 42.144278055556°N,2.654125°E 401.3 msnm |           |                     | Modifica les dades a Wikidata |
|        | el Pi de Sant Josep | Sant Miquel de Campmajor Sant Ferriol        | muntanya     |         | 42° 10′ 26″ N, 2° 41′ 45″ E / 42.174°N,2.69592°E 451.5 msnm           |           |                     | Modifica les dades a Wikidata |
|        | la Creu Blanca      | Sant Ferriol                                 | muntanya     |         | 42° 10′ 40″ N, 2° 42′ 32″ E / 42.1779°N,2.70883°E 355 msnm            |           |                     | Modifica les dades a Wikidata |

## pont
| imatge | Nom             | Ubicat a     | instància de | Detalls | coordenades                                                         | Protecció | Commons (més fotos) | Dades a WD                    |
| ------ | --------------- | ------------ | ------------ | ------- | ------------------------------------------------------------------- | --------- | ------------------- | ----------------------------- |
|        | Pont d'en Vila  | Sant Ferriol | pont         |         | 42° 09′ 10″ N, 2° 38′ 51″ E / 42.1528289766147°N,2.64750329413188°E |           |                     | Modifica les dades a Wikidata |
|        | Pont de Junyell | Sant Ferriol | pont         |         | 42° 11′ 40″ N, 2° 43′ 16″ E / 42.1944607700497°N,2.72106833860651°E |           |                     | Modifica les dades a Wikidata |

## rectoria
| imatge | Nom                                 | Ubicat a     | instància de | Detalls                                  | coordenades                                                                                       | Protecció                                  | Commons (més fotos)                 | Dades a WD                    |
| ------ | ----------------------------------- | ------------ | ------------ | ---------------------------------------- | ------------------------------------------------------------------------------------------------- | ------------------------------------------ | ----------------------------------- | ----------------------------- |
|        | Rectoria del Torn                   | Sant Ferriol | rectoria     | Estil: arquitectura popular              | 42° 09′ 38″ N, 2° 38′ 44″ E / 42.160424°N,2.645426°E ca:Al costat de l'església del Torn 245 msnm | bé integrant del patrimoni cultural català | Rectoria del Torn                   | Modifica les dades a Wikidata |
|        | rectoria de Sant Miquel de la Miana | Sant Ferriol | rectoria     | Estil: arquitectura popular 16th century | 42° 10′ 48″ N, 2° 37′ 52″ E / 42.17994°N,2.631056°E ca:Veïnat de la Miana, Sant Ferriol 410 msnm  | bé integrant del patrimoni cultural català | Rectoria de Sant Miquel de la Miana | Modifica les dades a Wikidata |

## serra
| imatge | Nom                  | Ubicat a                              | instància de | Detalls | coordenades                                                         | Protecció | Commons (més fotos) | Dades a WD                    |
| ------ | -------------------- | ------------------------------------- | ------------ | ------- | ------------------------------------------------------------------- | --------- | ------------------- | ----------------------------- |
|        | Serra el Mor         | Sant Ferriol                          | serra        |         | 42° 11′ 01″ N, 2° 38′ 25″ E / 42.1836°N,2.64024°E 594.7 msnm        |           |                     | Modifica les dades a Wikidata |
|        | serra d'en Coll      | Mieres Santa Pau Sant Ferriol         | serra        |         | 42° 09′ 09″ N, 2° 37′ 51″ E / 42.15255556°N,2.6309°E 517.7 msnm     |           |                     | Modifica les dades a Wikidata |
|        | serra de Coloma      | Argelaguer Sant Ferriol               | serra        |         | 42° 11′ 50″ N, 2° 38′ 50″ E / 42.19716944°N,2.64716944°E 550.5 msnm |           |                     | Modifica les dades a Wikidata |
|        | serra de Palomers    | Argelaguer Sant Ferriol               | serra        |         | 42° 11′ 44″ N, 2° 36′ 27″ E / 42.19562778°N,2.60762222°E 621.1 msnm |           |                     | Modifica les dades a Wikidata |
|        | serra de la Cadamont | Sant Ferriol Sant Miquel de Campmajor | serra        |         | 42° 09′ 25″ N, 2° 39′ 51″ E / 42.15697222°N,2.66402778°E 477.5 msnm |           |                     | Modifica les dades a Wikidata |

## Misc
| imatge | Nom                                      | Ubicat a     | instància de         | Detalls                     | coordenades                                                                                      | Protecció                                            | Commons (més fotos)                      | Dades a WD                    |
| ------ | ---------------------------------------- | ------------ | -------------------- | --------------------------- | ------------------------------------------------------------------------------------------------ | ---------------------------------------------------- | ---------------------------------------- | ----------------------------- |
|        | Forns de calç les Planesses              | Sant Ferriol | forn de calç         | Estil: arquitectura popular |                                                                                                  | bé integrant del patrimoni cultural català           |                                          | Modifica les dades a Wikidata |
|        | Hostatgeria del Santuari de Sant Ferriol | Sant Ferriol | edifici              | Estil: gòtic tardà          | 42° 11′ 52″ N, 2° 40′ 07″ E / 42.19791°N,2.668542°E                                              | bé integrant del patrimoni cultural català           | Hostatgeria del Santuari de Sant Ferriol | Modifica les dades a Wikidata |
|        | Llinda de Can Roquer                     | Sant Ferriol | llinda               | Estil: arquitectura popular | 42° 09′ 38″ N, 2° 38′ 43″ E / 42.160621°N,2.645243°E                                             | bé integrant del patrimoni cultural català           |                                          | Modifica les dades a Wikidata |
|        | Pedrera del Collell                      | Sant Ferriol | pedrera              |                             | 42° 09′ 18″ N, 2° 39′ 01″ E / 42.154944847936°N,2.65023918597627°E                               |                                                      |                                          | Modifica les dades a Wikidata |
|        | Pou de gel de Cabratosa                  | Sant Ferriol | pou de neu           | Estil: arquitectura popular |                                                                                                  | bé integrant del patrimoni cultural català           |                                          | Modifica les dades a Wikidata |
|        | Sagrat Cor                               | Sant Ferriol | vèrtex geodèsic      | Alt: 1.2m                   | 42° 11′ 25″ N, 2° 41′ 05″ E / 42.190193°N,2.684713°E 450.72 msnm                                 |                                                      |                                          | Modifica les dades a Wikidata |
|        | casa consistorial de Sant Ferriol        | Sant Ferriol | casa consistorial    |                             | 42° 11′ 40″ N, 2° 42′ 52″ E / 42.1945827°N,2.7143511°E                                           |                                                      |                                          | Modifica les dades a Wikidata |
|        | castell de la Miana                      | Sant Ferriol | castell              |                             | 42° 10′ 43″ N, 2° 37′ 52″ E / 42.178611°N,2.631111°E ca:nucli de la Miana, Sant Ferriol 395 msnm | bé d'interès cultural bé cultural d'interès nacional | Castell de la Miana                      | Modifica les dades a Wikidata |
|        | cobert de Gircós                         | Sant Ferriol | cabana               |                             | 42° 13′ 29″ N, 2° 40′ 39″ E / 42.2246166305049°N,2.67743411165429°E                              |                                                      |                                          | Modifica les dades a Wikidata |
|        | jaciment de Fares                        | Sant Ferriol | jaciment arqueològic |                             | 42° 11′ 10″ N, 2° 44′ 18″ E / 42.186125°N,2.738301°E                                             | bé integrant del patrimoni cultural català           |                                          | Modifica les dades a Wikidata |